# 海因里希·布格尔
海因里希·布格尔（德語：Heinrich Burger，1881年5月31日—1942年4月27日），德国男子花样滑冰运动员。他曾代表德国参加1908年夏季奥林匹克运动会花样滑冰比赛，联同安娜·许布勒获得双人滑金牌。